# Rob Waddell
Rob Waddell, född den 7 januari 1975 i Te Kuiti i Nya Zeeland, är en nyzeeländsk roddare.
Han tog OS-guld i singelsculler i samband med de olympiska roddtävlingarna 2000 i Sydney.